# 洪绂曾
洪绂曾（1932年—2012年4月8日），男，安徽泾县人，中国农业科学家，曾任中华人民共和国农业部副部长。

## 生平
1949年，洪绂曾进入复旦大学农艺系学习，入学两个月后志愿加入共青团。1952年，复旦大学农学院迁校到东北建立沈阳农学院，迁校期间被任命为迁校的副大队长，负责解决学生的困难和做思想工作。1953年6月毕业于沈阳农学院，被分配到东北农业科学研究所（该所于1959年改称为吉林省农业科学院）从事牧草饲料作物组研究工作。
1953年夏到1958年初，洪绂曾被打成右派。期间内完成了多项有关牧草、青饲料方面的课题；自学俄文并翻译出版了《青饲料轮替制》；汇总多年研究成果，编写出版了《苜蓿》；还发表了多篇研究论文与技术总结。
1958年，洪绂曾被补入为右派分子，并因此在政治、个人精神和业务工作方面受到重大压抑和冲击。期间担任试验农场技术员，以组长身份继续从事研究。右派分子摘帽后，其研究成果被评为1963年全所十大科技成果之一。
文化大革命开始后，洪绂曾被纳入黑五类队伍，遭遇了“反省”、“挨斗”、“住牛棚”等对待。1970年起，被派下乡蹲点劳动，期间内继续坚持从事研究工作。
1976年，粉碎江青反革命集团后不久洪绂曾获得平反、其研究成果受到认可。1977年起，从事“聚合草繁殖推广”的研究工作。1982年，“聚合草繁殖推广”成果获得了省科技进步二等奖和国家两部一委推广奖（中国）。1980年随省政府代表团出国访问。1981年底，赴加拿大圭尔夫大学做访问学者，期间编写了《北美苜蓿育种发展与成就》论文。截止至1983年任副院长前，洪绂曾已致力于牧草育种、饲料生产研究达30余年。
1983年夏，奉命回国担任吉林省农业科学院副院长。之后被中共党组织推荐加入了九三学社。任吉林省农业科学院副院长期间，洪绂曾向农业部申请并主持了《全国栽培牧草草种区划研究》和《放牧型抗寒抗逆苜蓿品种选育》两项课题，最后的成果获农业部科技进步二等奖。之后又陆续倡议并建立了国家牧草品种审定委员会、任中国草原学会饲料生产研究会会长、任全国农业科技管理研究会会长、成为北美苜蓿改良会议的成员。
1989年至1997年，任中华人民共和国农业部副部长，负责科技、教育、环保能源和农业区划等司局。期间于1989年被选为中国草学会理事长、1992年被选为中国农学会会长。后又兼任中国可持续发展研究会副会长等等。1992年至1995年，任九三学社中央副主席。
1988年，担任中国人民政治协商会议第七届全国委员会委员，在90年代，先后当选为第八届全国人大代表，第九届全国人大常委。1997年，离开了农业部，后被选为九三学社北京市委主委、当选为北京市人大常委会副主任。
在北京工作期间，洪绂曾负责了第一部《中华人民共和国种子法》的起草和《中华人民共和国草原法》的修订工作，同时参与了《中华人民共和国农业法》修订和《中华人民共和国防沙治沙法》的制订等。2002年，调任九三学社中央机关任专职副主席。2005年，离任九三学社中央岗位，2008年，退出全国政协岗位。
2012年4月8日1时15分，因心脏病突发经抢救无效，在江苏省苏州市病逝，享年80岁。4月12日，遗体在苏州火化。4月28日上午10时，在八宝山革命公墓东礼堂举行了送别仪式。

## 主要著作[2]
1. 《中国草业史》ISBN 9787109159808
2. 《中国多年生栽培草种区划》ISBN 7-80026-150-6 等